# 那覇市立安謝小学校
那覇市立安謝小学校（なはしりつ あじゃしょうがっこう）は、沖縄県那覇市安謝2丁目にある公立小学校。略称は安謝小（あじゃしょう）。

## 沿革
- 1910年（明治43年）5月24日 - 「真和志尋常小学校」として開校[1]。
- 1916年（大正5年）
  - 4月1日 - 「安里尋常高等小学校」に改称[1]。
  - 4月27日 - 沖縄県女子師範学校代用附属小学校となる（1926年〈大正15年〉3月まで）[1]。
- 1934年（昭和9年）4月1日 - 大道尋常高等小学校（現：大道小学校）を分離[1]。
- 1940年（昭和15年）4月1日 - 字上之屋穂取謝原へ移転[1]。
- 1941年（昭和16年）4月1日 - 国民学校令により、「安里国民学校」に改称[1]。
- 1946年（昭和21年）
  - 5月1日 - 安里初等学校を真壁に開校[1]。
  - 5月2日 - 豊見城村字嘉数の米軍キャンプに移動。真和志村真嘉比に移動[1]。
  - 12月2日 - 大道初等学校に分離[1]。
- 1952年（昭和27年）
  - 1月22日 - 米軍に接収され、安謝290番地に移転[1]。
  - 4月 - 「安里小学校」に改称[1]。
- 1953年（昭和28年）
  - 2月1日 - 「安謝小学校」に改称[1]。
  - 2月20日 - 校章を制定[1]。
  - 10月18日 - 校旗を樹立[1]。
- 1962年（昭和37年）4月1日 - 中学校を安岡中学校として分離[1]。
- 1966年（昭和41年）
  - 2月18日 - 給食料理室を設置[1]。
  - 5月12日 - 完全給食を開始[1]。
- 1971年（昭和46年）
  - 1月16日 - 体育館を落成（工費は13万8400ドル[注 1]）[1]。
  - 5月24日 - 創立50周年記念式典と体育館落成祝賀会を開催[1]。
- 1972年（昭和47年）5月15日 - 沖縄の日本復帰により、「那覇市立安謝小学校」に改称[1]。
- 1983年（昭和58年）3月31日 - 水泳プールを落成[1]。
- 1990年（平成2年）4月1日 - 曙小学校開校に伴い、児童460人を移籍[1]。
- 1991年（平成3年）3月20日 - 体育館落成式を挙行[1]。
- 2005年（平成17年）3月23日 - 銘苅小学校開校に伴い、児童120人を移籍[1]。
- 2006年（平成18年）4月7日 - 2学期制へ移行[1]。
- 2012年（平成24年）
  - 3月1日 - 安謝学校給食センターを落成[1]。
  - 4月1日 - 天久小学校開校に伴い、児童206人を移籍[1]。

## 通学区域と進学先中学校
出典

### 通学区域
- 字安謝（3番地 - 16番地、20番地 - 98番地、101番地 - 104番地、270番地 - 276番地、292番地、617番地 - 666番地）
- 安謝1丁目（全域）
- 安謝2丁目（全域）
- 字銘苅（308番地 - 323番地、335番地）
- 銘苅3丁目（8番 - 9番）

### 進学先中学校
- 那覇市立安岡中学校（那覇市銘苅）

## アクセス
- 那覇バス10系統牧志新都心線で、「安謝小学校入口」停留所から、
  - 正門（校門[注 2]）まで、徒歩約385m・約6分。
  - 東門（学校給食センター側）まで、徒歩約210m・約3分。
- 本島バス4社の路線で、「安謝」停留所より、
  - 那覇バスターミナル・那覇空港方面のりばから、徒歩約210m・約3分。
  - 宜野湾・北谷・名護方面のりばから、徒歩約250m・約4分。

## 周辺
- 那覇市安謝学校給食センター - 同一建物内
- 社会福祉法人郵住協福祉会安謝こども園 - 同一敷地内で、かつ進級前幼稚園。
- 安謝市営住宅
- 安謝福祉複合施設
- 国道58号